# 堀内健志
堀内 健志（ほりうち たけし、1944年4月7日 - ）は、日本の法学者。専門は憲法・行政法。学位は、法学博士（東北大学、1985年）。弘前大学名誉教授。岩手県出身。小嶋和司門下。

## 人物
青森法学会会長、比較憲法学会理事、東北法学会理事。
また、厚生労働省青森地方労働審議会委員、青森県環境審議会委員、弘前市行政改革推進委員会委員を努めるなど、青森県における重要なbrain trustとなっている。
学部の講義においても積極的にドイツ語の文献を取り入れるなどし、高度かつ最先端な講義内容を展開している。
所属ゼミ生の進路としては地方公務員、上場企業が多い。
趣味は競技ダンス、卓球など多彩。

## 略歴
- 1967年 東北大学法学部卒業
- 1969年 東北大学大学院法学研究科公法学専攻修士課程修了
- 1981年 文部省在外研究(ドイツ・フライブルク大学)
- 1985年 法学博士（東北大学）。学位論文「ドイツ「法律」概念の研究序説」
- 1986年 弘前大学人文学部公共政策講座教授
- 2002年  弘前大学大学院地域社会研究科教授
- 2010年  弘前大学名誉教授。弘前学院大学非常勤講師
- 2024年 春の叙勲で瑞宝中綬章受章[1]

## 主著
- 『ドイツ「法律」概念の研究序説』（単著、学位論文、多賀出版、1984年）
- 『立憲理論の主要問題ーRechtssatz論の方法と構造』（単著、多賀出版、1987年）
- 『行政法I』（単著、信山社、1996年）
- 『続立憲理論の主要問題ー人権論と立法・違憲審査制』（単著、信山社、1998年）
- 『「憲法と公共政策」の諸問題』（弘前大学人文学部、1999年）
- 『憲法改訂新版』（単著、信山社、2000年）
- 『公法1第三版憲法』（単著、信山社、2005年）
- 『公法2新版行政法』（単著、信山社、2005年）